# 普埃托伦布雷拉斯
普埃托伦布雷拉斯（西班牙語：Puerto Lumbreras）是西班牙穆尔西亚自治区的一个市镇。总面积145平方公里，总人口11331人（2001年），人口密度每平方公里78人。